# Villa San Martino
Villa San Martino es una villa y residencia señorial, construida por la familia de marqueses Casati Stampa en el siglo XVIII e incluida en el municipio de Arcore, en la provincia de Monza y Brianza. Desde 1974 es la residencia de Silvio Berlusconi.

## La historia de la residencia
Junto con Villa Borromeo d'Adda, sede municipal, y Villa La Cazzola, residencia privada, pertenece al grupo de las ville di delizia, pero que nacieron como casas señoriales, desde las que se gestionaban grandes explotaciones agrícolas, o simples pabellones de caza.
Antiguo monasterio benedictino, a mediados del siglo XVIII fue adquirido con sus tierras por los condes Giulini, que lo renovaron con formas neoclásicas.
El edificio fue dispuesto, o quizás mantenido, por el conde Giorgio Giulini en la típica estructura en forma de U abierta hacia el pueblo. Durante estas obras de transformación, también se trazó la gran vía de acceso a lo largo de un eje perspectivo que, partiendo de la plaza frente a Villa Borromeo, se dirige hacia el oeste, pasando por el edificio como un telescopio, en la secuencia del patio de honor, el arco central del pórtico y la correspondiente abertura del vestíbulo; luego atraviesa el jardín y, finalmente, flanqueado por una larga hilera de altos álamos, se extiende hasta el Lambro, a pocos kilómetros de distancia.
La arquitectura ofrece una imponente disposición escenográfica, capaz de reunir el edificio, el parque centenario y el verdor agrícola circundante. El eje perspectivo de la entrada, aunque ahora está parcialmente interrumpido visualmente por una mancha verde de árboles y arbustos y por el muro de delimitación, ha permanecido sustancialmente intacto a lo largo del tiempo. Tras las transformaciones llevadas a cabo por la familia Giulini, la villa pasó a la familia Casati en la primera mitad del siglo XIX tras el matrimonio de Anna Giulini Della Porta (1818-1883) con Camillo Casati (1805-1869) y, a finales del mismo siglo, pasó a manos de la rama Casati Stampa de la familia Soncino. El conde Alessandro Casati (1881-1955), que vivió allí hasta su muerte, amplió la biblioteca y recibió a su amigo Benedetto Croce en varias ocasiones. 
A la muerte del conde Alessandro Casati, la propiedad pasó a su sobrino, su pariente más cercano, el marqués Camillo Casati Stampa di Soncino (1927-1970), que vivió ocasionalmente en la villa. Se suicidó el 30 de agosto de 1970 tras asesinar a su esposa Anna Fallarino y a su amante Massimo Minorenti, y la propiedad pasó a Anna Maria Casati Stampa di Soncino, nacida en Roma el 22 de mayo de 1951, primogénita del marqués (con Letizia Izzo). La joven, que tenía diecinueve años en el momento del crimen (y, por tanto, era menor de edad según la ley de la época), fue confiada a un tutor, en la persona de Giorgio Bergamasco. Cesare Previti fue nombrado tutor.

## Familia Berlusconi
El 26 de junio de 1972, Bergamasco fue nombrado ministro de Relaciones entre el Gobierno y el Parlamento en el gobierno de Andreotti II; mientras tanto, Casati Stampa ya se había emancipado de la tutela legal al alcanzar la mayoría de edad el 22 de mayo de 1972. Posteriormente, Anna Maria Casati Stampa, que entretanto se había casado con el conde Pierdonato Donà dalle Rose, se trasladó con su marido a Brasil y eligió a su antiguo tutor Cesare Previti como abogado en Italia. Presionada por la necesidad económica y habiendo heredado no sólo la propiedad familiar sino también las grandes deudas fiscales de su padre, Anna Maria Casati Stampa di Soncino a Donà dalle Rose decidió en 1973 poner la villa en venta y utilizar a su abogado como mediador.
El comprador resultó ser el entonces constructor Silvio Berlusconi. La villa, completa con una pinacoteca, una biblioteca de diez mil volúmenes -al cuidado de la cual fue contratado Marcello Dell'Utri como bibliotecario-, muebles y un parque con caballerizas donde el mafioso Vittorio Mangano fue contratado como mozo de cuadra, fue valorada en más de 1.700 millones sólo por la propiedad en su momento, según estimaciones vinculadas a la herencia. Sin embargo, se vendió a cambio de la suma de 500 millones de liras en acciones (de empresas que entonces no cotizaban en bolsa), incluyendo muebles, cuadros y una pinacoteca, cuyo pago también se aplazó. La heredera no pudo monetizar estas acciones, salvo mediante un acuerdo con Previti y el propio Berlusconi, que las recompró por 250 millones. A principios de los años 80, la propiedad fue valorada como garantía suficiente para conceder un préstamo de 7.300 millones de liras.

### Los cambios realizados por Berlusconi
Silvio Berlusconi, el propietario de la casa, hizo restaurar la parte más antigua del edificio de forma conservadora y se restauraron algunas partes que habían sido alteradas por intervenciones anteriores o que parecían estar en estado ruinoso. Gracias a estas obras, también se han liberado, arreglado y puesto a disposición las espléndidas salas subterráneas. El propietario colocó en el parque de la finca un mausoleo personal (de Pietro Cascella titulado La volta celeste) con nichos para los próximos, un monumento de travertino de 100 toneladas y un gran sarcófago de mármol rosa. En el interior de la villa se conservan pinturas y medallones que representan a personalidades de la familia Giulini (como el historiador Giorgio Giulini) y de la familia Casati.